# تومي وليامز (سياسي)
تومي وليامز (بالإنجليزية: Tommy Williams)‏ هو مصرفي وسياسي أمريكي، ولد في 17 ديسمبر 1956 في مارشال في الولايات المتحدة. حزبياً، نشط في الحزب الجمهوري. وقد انتخب عضو مجلس نواب تكساس وانتخب عضو مجلس ولاية تكساس.